# Евгений Ващенко
Евгений Петрович Ващенко, правилно Вашченко (на руски: Евгений Петрович Ващенко) е руски художник – сценограф, работил в България.

## Биография
Роден е на 27 януари 1887 г. в град Шчигри, Курска област. Получава средно образование в град Курск. От 1905 до 1910 г. е възпитаник на частно художествено училище в Санкт Петербург, където му преподават Евгений Лансере и Борис Кустодиев. Присъединява се към обединението за авангардно изкуство „Триъгълник – художествено-психологическа група“, покрай познанството му с нейния основател Николай Кулбин. Изявява се в различни области на изобразително изкуство – рисува портрети и пейзажи, създава графики върху хартия, автор е на илюстрации и участва в сценичното оформление на спектакли. През 1910 г. се завръща в родния си град след смъртта на баща му.
Участва в два военни конфликта – Първа световна война и Гражданска война в Русия. В последната, Ващенко се бие като подпоручик в Дроздовския полк на страната на Бялата гвардия. През 1920 г. се евакуира с полка си на полуостров Галиполи, а година по-късно попада в България.
В България работи като учител по рисуване в градовете Севлиево и Луковит. От 1923 до 1933 г. прави рисунки за списанието „Светулка“. През 1931 г. се преселва в София.
Най-известната му дейност като художник е в областта на сценографията. Още докато живее в Русия, участва в художественото оформление на спектакли в театъра на известния руски режисьор Всеволод Мейерхолд. По-късно се изявява като художник и режисьор в украинския град Богодухов, а накрая подготвя декорациите за театъра към Дроздовския полк. В България се посвещава почти изцяло на театралната декорация от 1933 г. Работи или сътрудничи на голям брой театри, сред тях: „Кооперативен театър“, театър „Сладкаров“, Национален музикален театър „Стефан Македонски“, Народен театър „Иван Вазов“, Национална опера и балет и други. До 1960 г., когато се пенсионира, Ващенко създава художествено оформление за повече от 200 спектакли. Дори след професионалното си оттегляне на сценограф извършва консултанска дейност в тази област. Умира на 20 март 1979 г. в София, където е погребан на Централните софийски гробища.
В България членува в три творчески организации: Дружество на художниците в България, Дружество на независимите художници и Дружество на руските художници в България (в периода 1934 – 1938 е председател).

## Отличия
За своите приноси към българската театрална декорация получава двукратно орден „Св. св. Кирил и Методий“ (1957 и 1967 г.) и званието „Заслужил художник“ (1974 г.).
През 1978 г. е награден с орден „Народна република България“ I степен „по случай 90-годишнината от рождението му и за неговата активна творческа дейност в областта на сценографията“.